# Jerry Shipp
Jerome Franklin Shipp (Shreveport (Louisiana), 27 september 1935 – Durant (Oklahoma), 5 oktober 2021) was een Amerikaans basketballer. Hij won met het Amerikaans basketbalteam de gouden medaille op de Pan-Amerikaanse Spelen 1963 en de Olympische Zomerspelen 1964.
Shipp speelde voor het team van de Southeastern Oklahoma State University, voordat hij in 1959 werd geselecteerd door de NBA. Hij besloot echter te spelen voor de Phillips 66ers in de Amateur Athletic Union. Op deze manier kon hij zijn amateurstatus behouden en namens de VS meedoen aan internationale toernooien, zoals de Olympische Spelen. Tijdens de Olympische Spelen speelde hij negen wedstrijden, inclusief de finale tegen de Sovjet-Unie. Gedurende deze wedstrijden scoorde hij 112 punten.
Na zijn carrière als speler was hij werkzaam bij de Phillips Petroleum Company, de sponsor van zijn team.

4 Jim Barnes · 
5 Bill Bradley · 
6 Larry Brown · 
7 Joe Caldwell · 
8 Mel Counts · 
9 Richard Davies · 
10 Walt Hazzard · 
11 Lucious Jackson · 
12 Pete McCaffrey · 
13 Jeff Mullins · 
14 Jerry Shipp · 
15 George Wilson · 
Coach Henry Iba